# Эскадрон (песня)
«Эскадрон» — башкирская народная песня халмак-кюй (умеренный напев).

## История
На войну иду кровавую 

За царя, за царство Русское, 

За родных и за приятелей, 

За тебя и за любовь твою! 

Пусть враги узнают злобные, 

Сколь могучи наши батыры; 

Каковы их сабли острые, 

Каковы их стрелы меткие, 

Копья крепкие, булатные!.. 

Я клянусь священной книгою, 

И клянусь твоей любовью: 

Если – имени башкирского

Ко стыду и посрамлению -

Я забуду должность батыра, 

Оробею пред злодеями, 

Пусть покроюсь бесславием, 

Пусть с тобою ни увижусь, 

Не увижу милой родины! 

Пусть воды Урала быстрого

И кумысу благовонного

Никогда мне не удастся пить!..
Башкирская народная песня халмак-кюй «Эскадрон» имеет философский смысл.  Впервые песня была записана ученым Г. З. Сулеймановым в 1929 году в деревне Трухменево 2‑е Зилаирского кантона БАССР (д.Туркменево 2‑е Баймакского района РБ) от Хариса Хакимова. Текст в стихах был   опубликован в книге “Башҡорт халҡ ижады” (1‑се т., 1954; “Башкирское народное творчество”), текст с нотами опубликован в “Башкорт халк йырдары” в записи К. Ю. Рахимова. Другие варианты песни записаны С. А. Галиным, И. В. Салтыковым.
Сочинение песни связано с Отечественной войной 1812 года. В тексте песни описываются чувства башкирского воина-кавалериста перед расставанием с родными местами. Песня воспевает родной край, красоту Урала.
Песня характеризуется широким диапазоном звучания (дуодецима), переменным ритмом и распевами мелодии. Постепенное движение мелодии к кульминации усиливает чувство тоски перед расставанием. Этим чувством пронизано все содержание песни.
Варианты песни известны под названиями "Старый эскадрон" и "Новый эскадрон".

## Использование мелодии
Обработка песни проводилась для голоса и фортепиано композиторам Х. Ф. Ахметовым, для органа - И. И. Хисамутдиновым, для симфонического оркестра - А. А. Эйхенвальдом.

## Исполнители
Песня Эскадрон входит в репертуар народной артистки РФ Флюры Кильдияровой, певцов А Д. Искужин, А. А. Султанов и др.